# The Electric Lady
The Electric Lady (pełny tytuł: The Electric Lady: Suites IV and V) – drugi album studyjny amerykańskiej wokalistki Janelle Monáe, wydany 10 września 2013 roku przez Wondaland Arts Society i Bad Boy Records. Jest prequelem wydarzeń przedstawionych w debiutanckim albumie The ArchAndroid. Został bardzo dobrze odebrany przez krytyków, otrzymując wysokie noty od min. AllMusic, The Daily Telegraph i The Guardian.

## Lista utworów
1. "Suite IV Electric Overture" - 1:37
2. "Givin Em What They Love" (feat. Prince) - 4:26
3. "Q.U.E.E.N." (feat. Erykah Badu) - 5:10
4. "Electric Lady" (feat. Solange) - 5:08
5. "Good Morning Midnight" (interlude) - 1:22
6. "PrimeTime" (feat. Miguel) - 4:40
7. "We Were Rock & Roll" - 4:19
8. "The Chrome Shoppe" (interlude) - 1:10
9. "Dance Apocalyptic" - 3:25
10. "Look Into My Eyes" - 2:18
11. "Suite V Electric Overture" - 2:20
12. "It's Code" - 4:05
13. "Ghetto Woman" - 4:46
14. "Our Favorite Fugitive" (interlude) - 1:23
15. "Victory" - 4:12
16. "Can't Live Without Your Love" - 3:54
17. "Sally Ride" - 4:08
18. "Dorothy Dandridge Eyes" (feat. Esperanza Spalding) - 4:15
19. "What an Experience" - 4:41

Edycja sieci Target
1. "Q.U.E.E.N." (Wondamix) (feat. Erykah Badu)
2. "Electric Lady" (Dungeon-Wondamix) (feat. Big Boi & Cee-Lo Green)
3. "Hell You Talmbout"
4. "I Want You Back" (cover Jackson 5)